# Leichtathletik-Europameisterschaften 1962/10.000 m der Männer

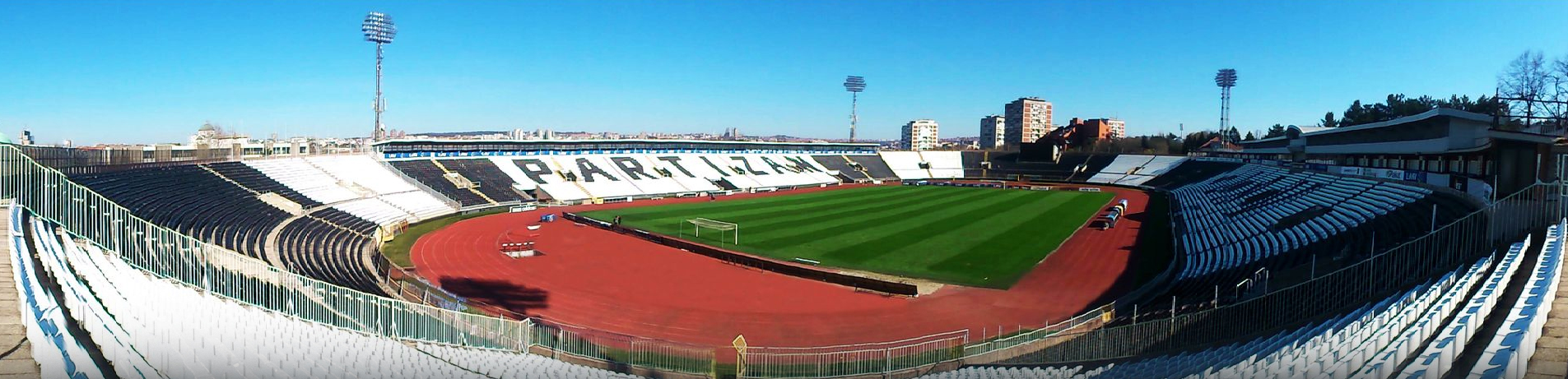
Panoramablick auf das Partizan-Stadion 2014 – 52 Jahre
nach den dortigen Europameisterschaften

Der 10.000-Meter-Lauf der Männer bei den Leichtathletik-Europameisterschaften 1962 wurde am 12. September 1962 im Belgrader Partizan-Stadion ausgetragen.
Europameister wurde der Olympiasieger von 1960 und Weltrekordinhaber Pjotr Bolotnikow aus der Sowjetunion. Er gewann vor dem Deutschen Friedrich Janke. Der Brite Roy Fowler errang die Bronzemedaille.

## Rekorde

### Bestehende Rekorde
| Weltrekord   | 28:18,2 min | Pjotr Bolotnikow      | Moskau, Sowjetunion (heute Russland) | 11. August 1962 |
| Europarekord | 28:18,2 min | Pjotr Bolotnikow      | Moskau, Sowjetunion (heute Russland) | 11. August 1962 |
| EM-Rekord    | 28:56,0 min | Zdzisław Krzyszkowiak | EM Stockholm, Schweden               | 19. August 1958 |

### Rekordverbesserung
Im Finale am 12. September verbesserte der sowjetische Europameister Pjotr Bolotnikow den Meisterschaftsrekord um genau zwei Sekunden auf 28:54,0 min. Seinen eigenen Welt- und Europarekord verfehlte er um 35,8 Sekunden.

## Durchführung
Der Wettkampf wurde ohne vorherige Ausscheidungsläufe ausgetragen. Alle 24 Teilnehmer gingen zum Finale gemeinsam an den Start.

## Finale

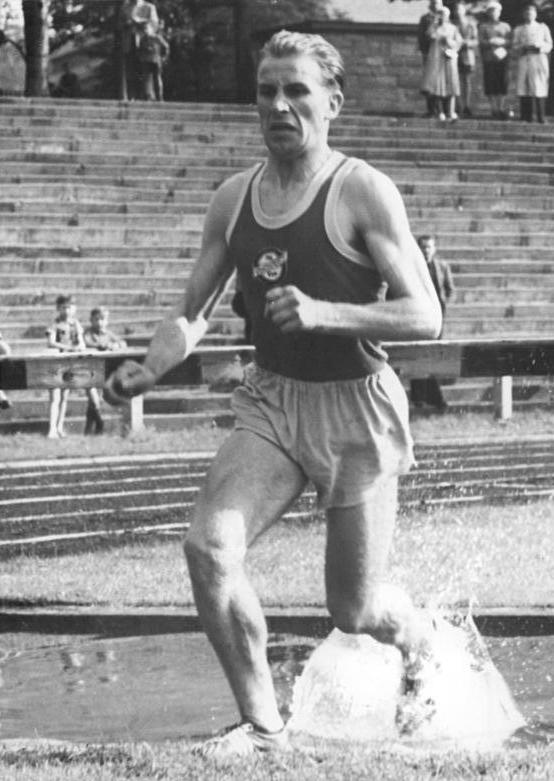
Vizeeuropameister Friedrich Janke – hier bei einem 3000-Meter-Hindernislauf

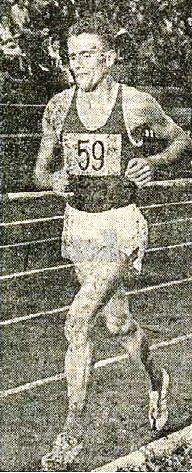
Franc Červan belegte Rang vier

12. September 1962, 20.40 Uhr
| Platz | Name                | Nation           | Zeit (min) |
| ----- | ------------------- | ---------------- | ---------- |
| 1     | Pjotr Bolotnikow    | Sowjetunion      | 28:54,0 CR |
| 2     | Friedrich Janke     | Deutschland      | 29:01,6    |
| 3     | Roy Fowler          | Großbritannien   | 29:02,0    |
| 4     | Martin Hyman        | Großbritannien   | 29:02,0    |
| 5     | Robert Bogey        | Frankreich       | 29:02,6    |
| 6     | Leonid Iwanow       | Sowjetunion      | 29:04,8    |
| 7     | Franc Červan        | Jugoslawien      | 29:07,6    |
| 8     | Mike Bullivant      | Großbritannien   | 29:13,4    |
| 9     | Josef Tomáš         | Tschechoslowakei | 29:22,4    |
| 10    | Hamida Addeche      | Frankreich       | 29:22,8    |
| 11    | Constantin Grecescu | Rumänien         | 29:24,4    |
| 12    | Henri Clerckx       | Belgien          | 29:31,4    |
| 13    | Siegfried Rothe     | Deutschland      | 29:33,8    |
| 14    | Antonio Ambu        | Italien          | 29:34,6    |
| 15    | Şükrü Saban         | Türkei           | 29:37,4    |
| 16    | Istvan Ivanovic     | Jugoslawien      | 29:37,8    |
| 17    | Jurij Nikitin       | Sowjetunion      | 29:49,4    |
| 18    | Peter Kubicki       | Deutschland      | 29:55,8    |
| 19    | Magnar Lundemo      | Norwegen         | 29:59,4    |
| 20    | Janos Pinter        | Ungarn           | 30:20,0    |
| 21    | Jerzy Mathias       | Polen            | 30:31,8    |
| 22    | Miklós Szabó        | Ungarn           | 31:13,4    |
| 23    | József Sütő         | Ungarn           | 31:39,6    |
| 24    | Jean Aniset         | Türkei           | 31:44,8    |
| DNF   | Mariano Haro        | Spanien          |            |
| DNF   | Jim Hogan           | Irland           |            |

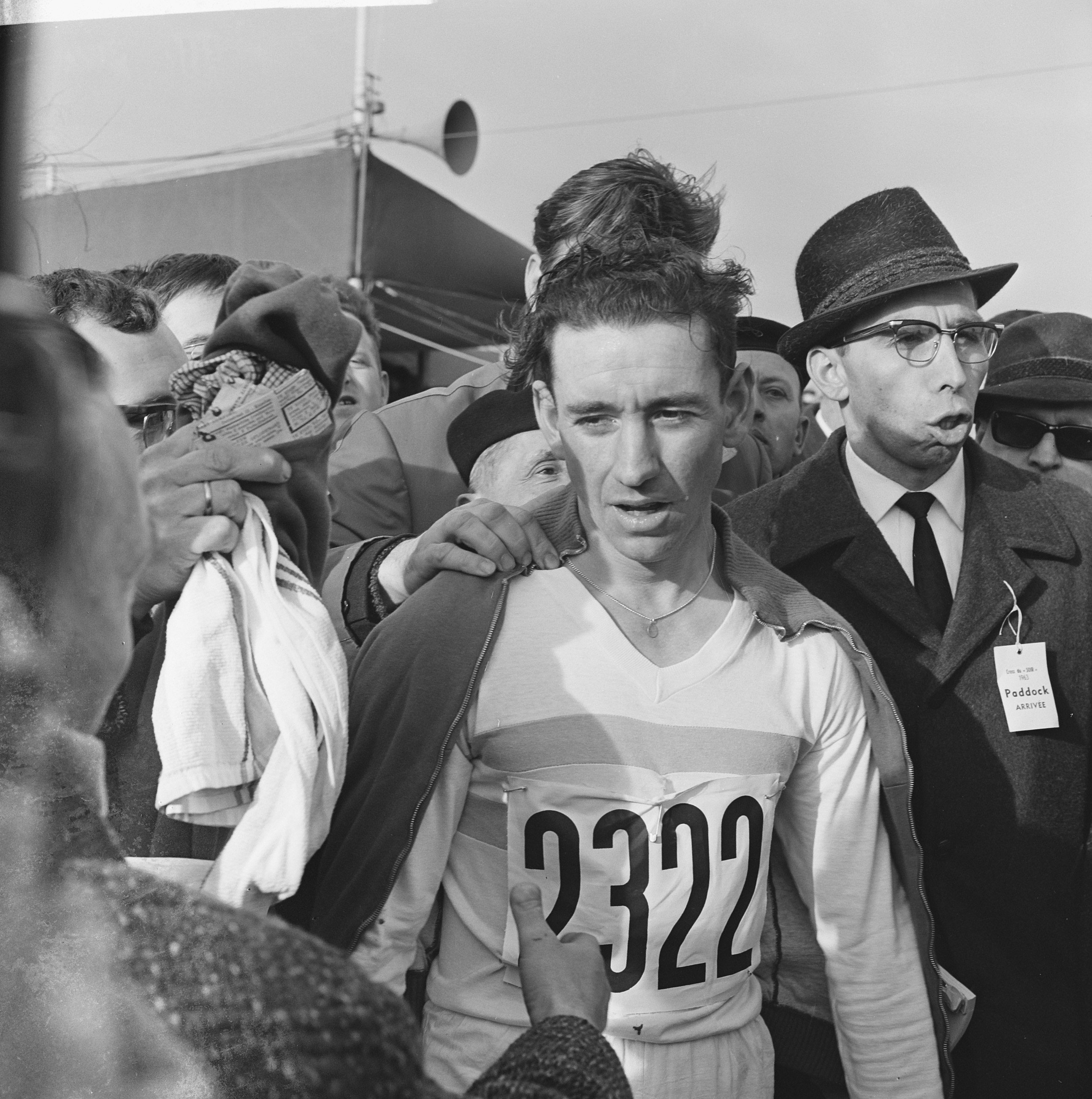
Henri Clerckx kam auf den zwölften Platz
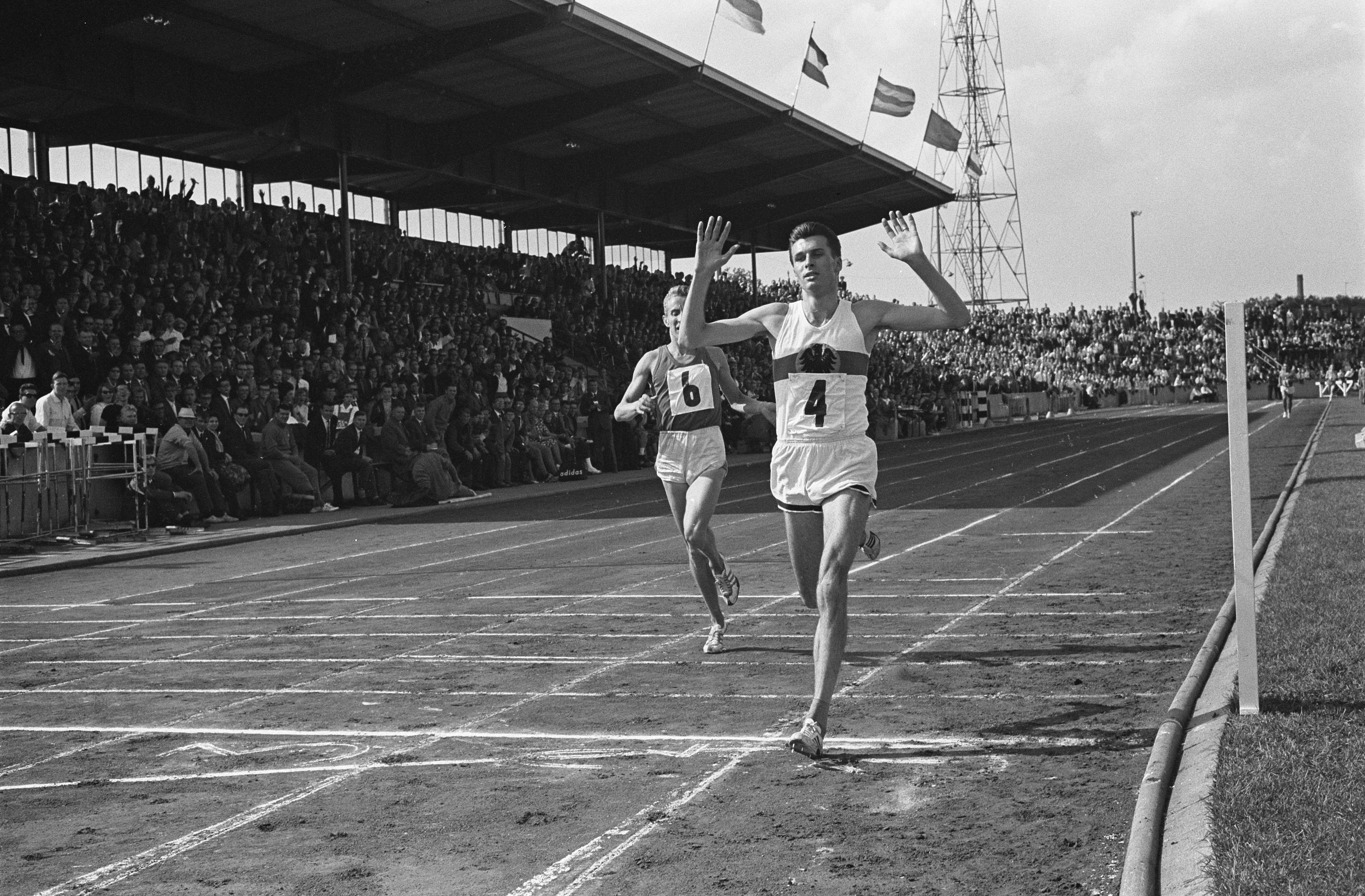
Peter Kubicki – Achtzehnter über 10.000 Meter und drei Tage später Neunter über 5000 Meter
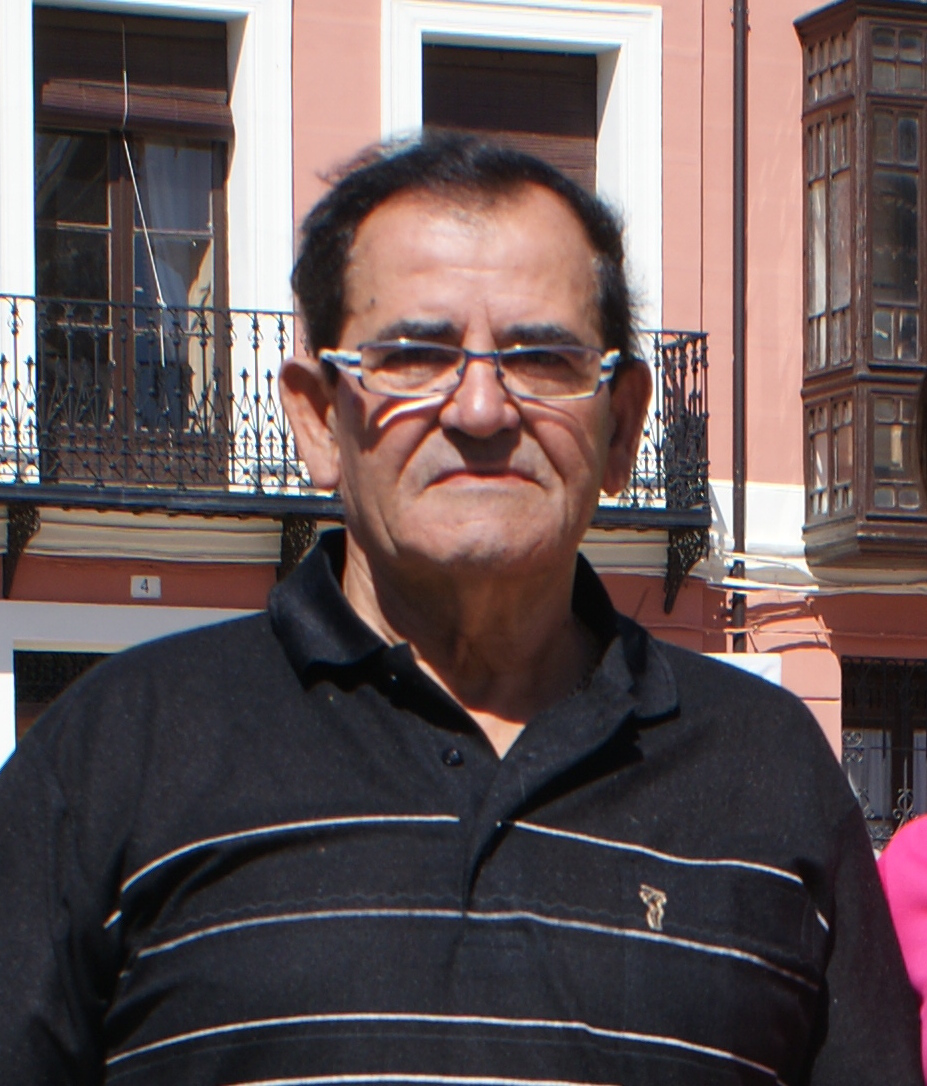
Mariano Haro – hier im Jahr 2012 – erreichte in diesem Rennen nicht das Ziel